# GoGo Sentai Boukenger vs. Super Sentai

Bìa đĩa DVD Boukenger vs. Super Sentai.

GoGo Sentai Boukenger vs. Super Sentai (轟轟戦隊ボウケンジャー VS スーパー戦隊 GōGō Sentai Bōkenjā Basu Sūpā Sentai) là bộ phim thuộc thể loại tokusatsu. Bộ phim được phát hành dưới định dạng vào tháng 2 năm 2007. Đây là bộ phim kỉ niệm 30 năm Super Sentai.

## Cốt truyện
Ma thần Thời gian Chronos và Thầy tế Gajah lên kế hoạch bắt cóc nhóm Boukenger vào một thế giới khác. Để giải cứu bạn bè, BoukenSilver, nhờ sự giúp đỡ của AkaRed, đã tìm kiếm và tập hợp các thành viên của một vài nhóm Super Sentai đời trước, trong khi Chronos tiến hành nghi thức hồi sinh cho 3 yêu quái từng bị Super Sentai đánh bại. Sau khi được giải thoát, Boukenger tham gia vào liên minh Super Sentai để đánh bại kế hoạch của Chronos.

## Nhân vật

### Nhân vật mới

#### AkaRed
Tập hợp tinh thần của các chiến binh đỏ! AkaRed!

AkaRed

AkaRed là hiện thân của tất cả các chiến binh đỏ (red senshi) trong suốt loạt series Super Sentai. Là người sở hữu sức mạnh của tất cả các chiến binh đỏ.
Vũ khí và năng lực
- Linh hồn giáng thế: Đây là kĩ năng của AkaRed giúp ông có thể chuyển đổi thành bất kì chiến binh đỏ nào. Trong tập phim này, AkaRed đã chuyển hóa thành MagiRed và GaoRed.

- Phóng thích vũ khí: AkaRed có thể tạo ra bất kì vũ khí của chiến binh đỏ nào. Ông đã dùng TyrannoRod của AbaRed từ Bakuryuu Sentai Abaranger, D-Mannum của DekaRed từ Tokusou Sentai Dekaranger và Hayate Maru của HurricaneRed từ Ninpuu Sentai Hurricanger.

#### Ma thần Thời gian Chronos
Ma thần Thời gian Chronos (時の魔神クロノス Toki no Majin Kuronosu) là nhân vật phản diện trong tập phim. Hắn có thể điều khiển thời gian và làm hồi sinh các yêu quái Super Sentai đời trước. Hắn cũng có thể bắt cóc Boukenger và MagiShine vào trong một nhà tù thời gian.
Chronos được lồng tiếng bởi Bunkō Ogata.

### Nhân vật Super Sentai quá khứ
- Nanami Nono/HurricaneBlue (野乃 七海/ハリケンブルー Nono Nanami/Mizunin Harikenburū?) đến từ Ninpuu Sentai Hurricaneger. Cô tiếp tục được Nao Nagasawa thể hiện.
- Asuka/AbareBlack (アスカ/アバレブラック Asuka/Abare Burakku?) đến từ Bakuryuu Sentai Abaranger. Anh tiếp tục được Kaoru Abe thể hiện.
- Tetsu/DekaBreak (テツ/デカブレイク Tetsu/Deka Bureiku?) đến từ Tokusou Sentai Dekaranger. Anh do Tomokazu Yoshida thủ vai.
- Tsubasa Ozu/MagiYellow (小津 翼/マジイエロー Ozu Tsubasa/Maji Ierō?) đến từ Mahou Sentai Magiranger. Anh do Hiroya Matsumoto thể hiện.
- Hikaru/MagiShine (ヒカル/マジシャイン Hikaru/Maji Shain?) đến từ Mahou Sentai Magiranger. Anh do Yousuke Ichikawa tiếp tục thủ vai.
- Mèo thần Smoky đến từ Mahou Sentai Magiranger và là thuộc hạ của Magi Shine.

## Bài hát
Đầu
- "GoGo Sentai Boukenger" (轟轟戦隊ボウケンジャー Gōgō Sentai Bōkenjā?)
  - Lời: Yūho Iwasato
  - Sáng tác: Nobuo Yamada
  - Cải biên: Seiichi Kyōda
  - Thể hiện: NoB

Kết
- "Truyền thuyết" (伝説 Densetsu?)
  - Lời: Show Aikawa
  - Sáng tác & Cải biên: Michiaki Watanabe
  - Thể hiện: Akira Kushida, Takayuki Miyauchi, & MoJo